# Neit
Neit [Nʴeːdʴ] (auch Nét, Ned oder Neith) wird im irischen Glossar Sanas Cormaic ['sanas 'xormik'] („Cormacs Flüstern“) des Bischofs und Königs von Munster, Cormac mac Cuillenáin, als irischer Kriegsgott der keltischen Mythologie bezeichnet.
Im Lebor Gabala Eirenn ist Neit Sohn des Induí und König der Formoren. Seine Gattin ist Nemain, in anderen Versionen auch Badb, seine Kinder sind Easar, Buareinech und Delbaeth. Er kämpft in der zweiten Schlacht von Mag Tuired auf Seiten der Formoren mit.
Der Name kann mit der proto-indogermanischen Wurzel *nei-t- („kämpfen“), möglicherweise mit dem angelsächsischen niď („Neid“) verbunden werden. Auch ein Zusammenhang mit der keltischen Gottheit Neto wäre deshalb möglich.
Neits Vater Induí wird in der ersten Version des Lebor Gabala Eirenn als Vater Midirs genannt. Ob es sich dabei jeweils um dieselbe Person handelt, ist unklar.